# Paolo Violi
Paolo Violi, né le 6 février 1931 et mort le 22 janvier 1978, est un criminel canadien d'origine italienne, associé à la mafia montréalaise. Figure centrale de la famille Cotroni à Montréal dans les années 1970, il est assassiné lors d'une guerre de pouvoir opposant la faction calabraise qu'il dirigeait à la faction sicilienne dirigée par Nicolo Rizzuto. Sa mort marque la fin de l'influence calabraise dans la mafia montréalaise au profit des Siciliens.

## Biographie
Paolo Violi est né dans une famille déjà impliquée dans le crime organisé. Son père, Domenico Violi, était le dirigeant local de la 'Ndrangheta, une organisation criminelle calabraise. Paolo émigre au Canada en 1951 et s'établit dans le sud de l'Ontario.

### Ascension à Montréal
Après plusieurs années passées en Ontario, Paolo Violi s'installe à Montréal en 1963. Il y rejoint la famille Cotroni, dirigée par Vincenzo Cotroni, une organisation criminelle calabraise bien établie dans la métropole. Dans les années 1960 et 1970, cette famille domine le crime organisé montréalais, avec des liens étroits avec la famille Bonanno de New York.
Au début des années 1970, alors que la Commission d'enquête sur le crime organisé (CECO) enquête sur la mafia montréalaise, Violi agit comme bras droit de Vic Cotroni. En 1975, alors que Vic Cotroni est incarcéré, Paolo Violi est nommé chef par intérim de la famille Cotroni par Philip Rastelli, dirigeant de la famille Bonanno de New York. Violi devient une figure de premier plan dans la métropole et est mêlé à plusieurs activités criminelles, dont le trafic de drogue et l'ingérence politique.
Son quartier général, le Reggio Bar, situé rue Jean-Talon à Saint-Léonard, fait l'objet d'une surveillance policière intensive. Un appartement y est loué par un agent double qui parvient à enregistrer plusieurs conversations compromettantes. Des extraits sont rendus publics lors des audiences de la CECO, révélant notamment les liens entre la mafia montréalaise et la famille Bonanno.

### Guerre des clans et assasinat
La promotion de Violi crée des tensions avec le clan Rizzuto, qui conteste son autorité. Une guerre éclate entre les deux clans. Le 22 janvier 1978, Paolo Violi, âgé de 46 ans, est abattu au Bar Saint-Léonard (anciennement le Reggio Bar) par deux hommes masqués,. Ce meurtre, suivi de l'assassinat de ses frères, ouvre la voie à l'ascension de la famille Rizzuto, qui s'impose comme la principale organisation mafieuse de Montréal dans les décennies suivantes,,.
Violi avait déjà perdu une partie de son influence à cette époque, ses lieutenants et soldats s'étant divisés en factions rivales, d'autant plus qu'il avait été écarté pendant une peine de prison pour outrage au tribunal après avoir refusé de témoigner devant la CECO,.
Ses funérailles, tenues cinq jours plus tard à l'église Notre-Dame-de-la-Défense, attirent une forte affluence, ainsi qu'une présence importante des forces policières. Vic Cotroni, considéré comme son prédécesseur à la tête du milieu montréalais, est particulièrement remarqué parmi les participants,.